# Elbe-Umflutkanal

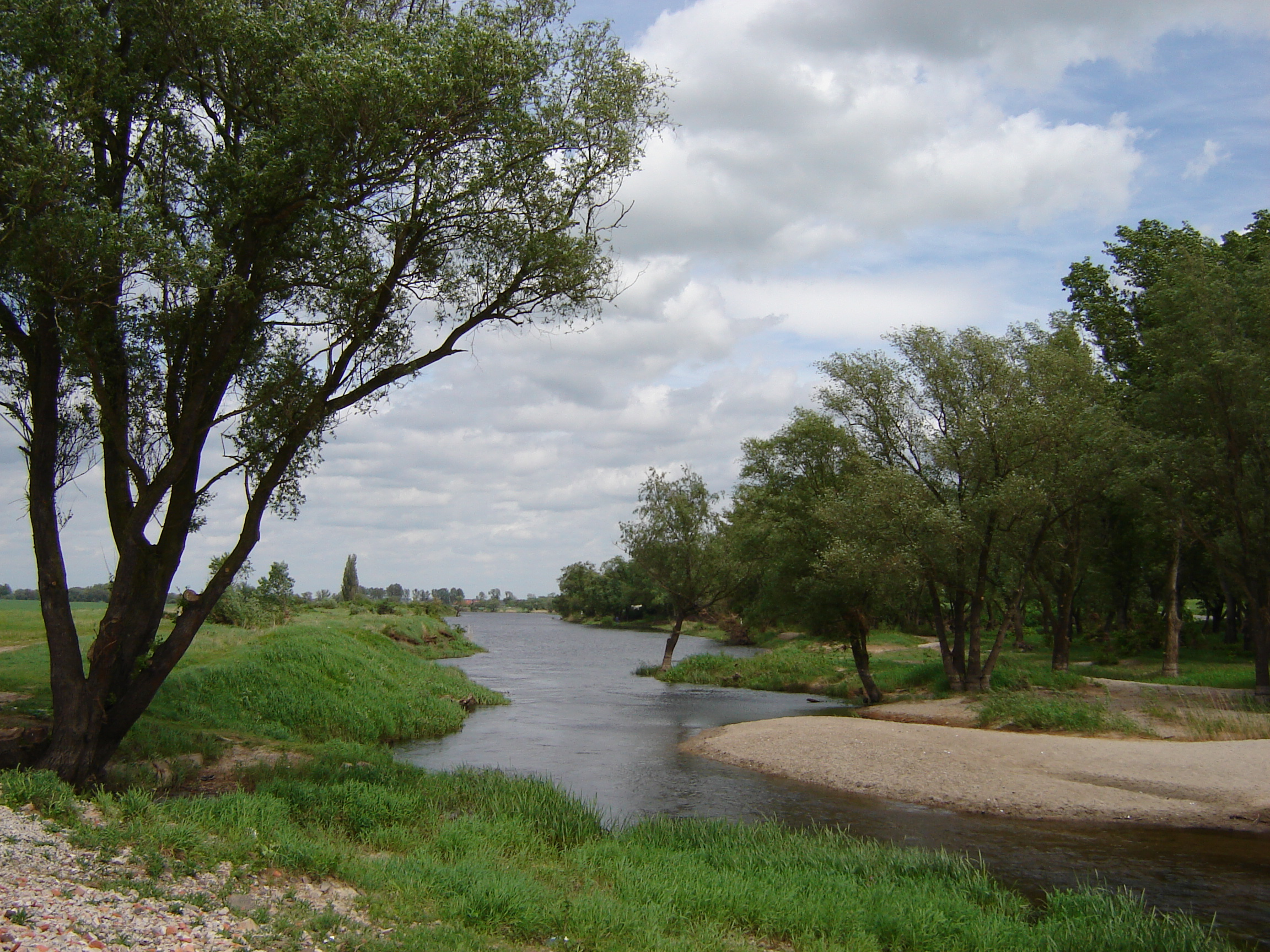
Flussbett der Ehle innerhalb des Umflutkanales bei Biederitz

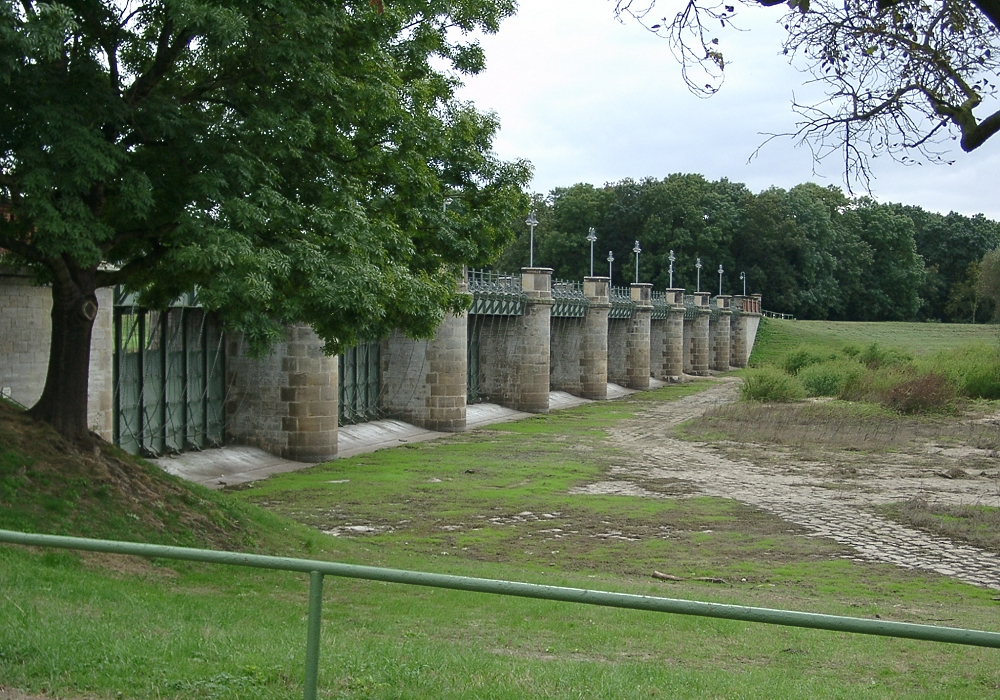
Pretziener Wehr

Der Umflutkanal ist zusammen mit dem Pretziener Wehr eine Hochwasserschutzanlage für Magdeburg und die östlich der Stadt gelegenen Gemeinden und landwirtschaftlichen Flächen. Auch das südlich von Magdeburg gelegene Schönebeck (Elbe) profitiert von der Anlage.
Durch die Anfang bis Mitte des 19. Jahrhunderts erfolgten Straßen- und Eisenbahndammbauten verschlechterten sich die Hochwasserverhältnisse im Osten Magdeburgs dramatisch. Obwohl man vorsorglich die neuen Trassen mit Flutbrücken versehen hatte, kam es in den Jahren 1845 und 1862 zu gefährlichen Hochwassern. Da sich auch die alten Deiche der Dörfer im Osten Magdeburgs zunehmend als unsicher erwiesen hatten, wurden gemäß des königlichen „Statut[s] für den Magdeburger, den Elbenauer und den Ehle-Deichverband vom 24. Juli 1868“ die drei genannten Deichverbände gebildet, in denen die in den Poldern liegenden Orte als Pflichtmitglieder mitwirkten. Die Ausführung der Bauten nach dem festgestellten Meliorationsplan wurde einer besonderen Baukommission unter Leitung eines Königlichen Kommissarius übertragen.
Ausgangspunkt des Umflutkanals ist das Pretziener Wehr, das beim gleichnamigen Ort in den Jahren 1871 bis 1875 im Bett der Dornburger Alten Elbe errichtet wurde. Der 163 Meter lange Sandsteindamm wird von neun Öffnungen durchbrochen, die bei normalem Wasserstand durch Stahlplatten verschlossen sind. Bei einem Pegelstand am Wehr von 5,20 Metern werden die Platten hochgezogen, sodass ein Drittel des Elbwassers in Richtung Norden in den Umflutkanal fließt. Der Kanal selbst wird durch acht Meter hohe Deiche auf eine Breite von etwa 450 Metern eingegrenzt. Die Deiche wurden bis auf die Höhe des Ortes Biederitz gezogen, danach fließt das Wasser bis zur Mündung des Kanals in die Elbe bei Lostau uneingedeicht ab. Die gesamte Anlage war 1876 fertiggestellt.
Bei einer Gesamtlänge von 25 Kilometern läuft der Kanal bis 1,5 Kilometer hinter Plötzky in einem alten Elbarm. Bei Calenberge mündet der Ehlekanal in den Umflutkanal, der danach dem Flussbett der Ehle folgt. An seinem Lauf liegen die Ortschaften Pretzien, Plötzky, Calenberge, Pechau, Gübs, Heyrothsberge, Biederitz und Lostau (von Süd nach Nord). Straßenübergänge gibt es bei Pretzien, Plötzky (Bundesstraße 246a), Elbenau, Pechau, Heyrothsberge (Bundesstraße 1) sowie bei Biederitz. Hier überquert auch die Bahnstrecke Berlin–Magdeburg den Umflutkanal.
Bei dem Jahrhunderthochwasser 2002 brach bei der Ortschaft Heyrothsberge ein Deichsiel, wodurch Gübs, Biederitz, Königsborn, Menz und Wahlitz überschwemmt wurden.